# 民音音楽博物館
民音音楽博物館（みんおんおんがくはくぶつかん、英: Min-On Music Museum）は東京都新宿区と兵庫県神戸市中央区にある、民音文化センターに併設された音楽博物館。
無料で公開されており、貴重な古典ピアノをはじめオルゴール、民族楽器などを鑑賞できる。運営は一般財団法人民主音楽協会。

## 概要
- 1974年 - 民音音楽資料館として音楽資料の無料公開・利用ができる専門図書館として開設
- 1997年 - 移転をきっかけに、展示部門を開始
- 2003年 - 東京都教育委員会より登録博物館として認可
- 2004年 - 現在の名称に改称
- 2012年 - 兵庫県神戸市に西日本館を開設
- 2014年 - 付属組織として、民音研究所を開設

## 常設展示品
常設展示として、歴史的なチェンバロやフォルテピアノ、ピアノが公開されており、それらの多くが実演にて、音色を聴くことができるのが特徴である。
18世紀制作のオルゴールや、蓄音機、世界の民族楽器なども公開されている。

### 本館の主な展示品
鍵盤楽器
- ピサ・チェンバロ（1580 - 1600年頃制作）
- シュトローム（1793年制作）
- アントン・ワルター（1795年制作）
- ヨハン・フリッツ（1800年頃制作）
- コンラート・グラーフ（1834年制作）
- プレイエル・グランド・ピアノ（1845年制作）
- カール・レーニッシュ（1868年制作）

オルゴール
- ロッホマン・オリジナル・モデル172MW （1795年制作・ディスク型）
- “オーケストラル・コロナ”スタイルNo.33「キング・オブ・レジナ」（1897年制作・ディスク型）
- クラシック・オーケストラ（1885年制作・シリンダー型）

### 西日本館の主な展示品
鍵盤楽器
- ボローニャ・チェンバロ（1680年頃制作）
- カール・シュタイン（1840年代制作）
- マルムショー（1861年制作）

オルゴール
- シンフォニオン130型（1900年頃制作・ディスク型）
- コメットNo.1039 （1890年制作・ディスク型）

## 企画展示
常設展示に加え、企画展示を開催しており、様々なテーマを掲げ期間限定で行われる。中でも本館で行われる夏季の『子供のための世界民族楽器展』は恒例展示となっている。

## 講演会、各種コンサート
講演会や各種コンサートを開催しており、観覧無料で参加者募集を行っている。主なものとして、企画展示のテーマに沿った講演会、各国の音楽を紹介するレクチャーコンサート、本館ロビーで開催するミュージアムコンサートなどがある。
これらは2018年12月時点で96回開催され、26か国・地域の参加国数に及んでいる。

## 音楽ライブラリー
東京の本館内にてライブラリー事業を行っており、12万点以上の録音資料、4万点を超す楽譜、3万冊の音楽書を揃え、資料の視聴・閲覧と貸し出しを行っている。ウェブOPACを有しており、インターネットでの資料検索も可能となっている。

## 民音研究所
民音研究所（英: Min-On Music Research Institute）とは、2014年10月に音楽博物館付属組織として、音楽と平和構築を研究テーマに設置された研究所。研究員による年次報告会の開催や、学術交流などを行っている。